# Pseudomonadales
Pseudomonadales bezeichnet eine Ordnung innerhalb der Gammaproteobacteria. Die Arten sind chemoorganotroph und meist durch Geißeln motil (beweglich). Wie die meisten Proteobakterien sind sie gramnegativ. Azomonas und Azotobacter zählen zu den freilebenden stickstofffixierenden Bakterien. Innerhalb der Gattung Pseudomonas findet man Krankheitserreger von Pflanzen, Menschen und Tieren.

## Systematik
Die Ordnung Pseudomonadales besteht aus zwei Familien, Moraxellaceae und Pseudomonadaceae. Teilweise wird eine dritte Familie, die Azotobacteraceae (auch mit i geschrieben: Azotobacteriaceae) in diese Ordnung gestellt. Unter den Mikrobiologen ist dies allerdings umstritten. Die sonst den Pseudomonadaceae zugehörigen Gattungen Azotobacter und Azomonas werden in diese Familie gestellt. Die früher ebenfalls zu den Azotobacteraceae gestellten Gattungen Beijerinckia und Derxia werden heute aufgrund von Untersuchungen der Ribosomale RNA in anderen Familien geführt.
Weiterhin werden die Gattungen Azotobacter, Azorhizophilus und Azomonas von einigen Autoren auch in der so genannten Azotobacter-Gruppe (Azotobacter group) zusammengefasst.
Es folgt eine Liste der jeweiligen Gattungen:
- Moraxellaceae Rossau et al. 1991:
  - Acinetobacter Brisou and Prévot 1954
  - Alkanindiges Bogan et al. 2003
  - Enhydrobacter Staley et al. 1987
  - Moraxella Lwoff 1939
    - Moraxella catarrhalis (Frosch and Kolle1896) Henriksen and Bøvre 1968
Syn. Branhamella catarrhalis (Frosch and Kolle 1896) Catlin 1970

  - Perlucidibaca Song et al. 2008
  - Psychrobacter Juni and Heym 1986

- Pseudomonadaceae Winslow et al. 1917
  - Azomonas Winogradsky 1938
  - Azorhizophilus Thompson & Skerman 1981
  - Azotobacter Beijerinck 1901
  - Cellvibrio (Winogradsky 1929) Blackall et al. 1986
  - Mesophilobacter Nishimura et al. 1989
  - Pseudomonas Migula 1894
  - Rhizobacter Goto & Kuwata 1988
  - Rugamonas Austin & Moss 1987
  - Serpens Goto & Kuwata 1988